# Batalla de Yellow Ford
La batalla de Yellow Ford (en irlandés Cath Bhéal an Átha Buí tuvo lugar en el condado de Armagh, en Ulster, Irlanda, cerca del río Blackwater el 14 de agosto de 1598 durante la Guerra de los Nueve Años Irlandesa.
En ella se enfrentaron los ejércitos gaélicos encabezados por Hugh O'Neill y Red Hugh O'Donnell y una fuerza expedicionaria inglesa comandada por Henry Bagenal, presidente del Ulster.
Los ejércitos ingleses había salido de Armagh para tratar de aliviar el sitio de un fuerte construido a orillas del río Blackwater, cuando fueron emboscados y derrotados por los irlandeses en Yellow Ford, sufriendo graves pérdidas.

## Trasfondo de la batalla
En 1597, el comandante de campo Lord Burgh, había construido un nuevo fuerte a orillas del Blackwater siguiendo instrucciones del gobierno inglés de Dublín, cinco millas al noroeste de la población de Armagh. El río Blackwater marca los límites entre los condados de Armagh y Tyrone. El objeto de este fuerte era servir de base a posteriores operaciones militares contra el territorio de Tyrone, gobernado por Hugh O'Neill, que se había rebelado contra la corona dos años antes. Poco después de su construcción, el conde de Tyrone puso sitio al fuerte. En 1598, la situación de los defensores había empezado a deteriorarse, debido al bloqueo impuesto por los rebeldes. El gobierno de Dublín debatió largamente acerca de cual sería la mejor solución, ya que el fuerte estaba demasiado metido en territorio rebelde como para poder mantener su control, tan sólo a unas pocas millas del cuartel general de O'Neill en Dungannon.
El comandante Henry Bagenal, militar experto y acostumbrado a luchar en el Ulster era partidario de abastecer el fuerte y soportar la presión irlandesa, y su propuesta fue finalmente aprobada a principios de agosto de 1598. Se le asignó una tropa de 4.000 hombres para la expedición, una cifra bastante elevada en aquel momento.
Según los Anales de los cuatro maestros: "Cuando O'Neill supo que este gran ejército marchaba hacia él, envió mensajeros a O'Donnell, pidiéndole que fuera a apoyarle contra las tropas extranjeras que se dirigían a su país. O'Donnell respondió inmediatamente con todos sus hombres, tanto de infantería como caballería, y un gran número de fuerzas de Connaught para ayudar a su aliado contra los que marchaban sobre él. Los irlandeses de todo el Ulster se unieron al mismo ejército, de forma que todos estaban preparados para enfrentarse a los ingleses antes de que hubieran llegado a Armagh." Además de los hombres proporcionados por los clanes del Ulster, O'Neill contaba con un importante número de mercenarios en nómina, muchos procedentes de las Highlands de Escocia. Aunque no se disponen de cifras exactas, se estima que el total de hombres disponibles por O'Neill rondaría los 5.000 efectivos
Las tropas de Bagenal marcharon de Dublín a Armagh sin incidentes. Pero los rebeldes no habían permanecido ociosos. Habían excavado trincheras a lo largo y ancho del trayecto entre Armagh y el fuerte de Blackwater, bloqueado los senderos con árboles talados, preparado parapetos con ramas y hojarasca, etc. En los alrededores había algo de bog y bosque, y había pequeñas colinas y oteros, además de algunos campos de cereal. Bagenal por su parte, era consciente de que las cinco millas que separaban Armagh del fuerte del Blackwater estarían dispuestas para la emboscada, pero, tras discutir el tema con otros oficiales, y basándose en su experiencia, consideró que saldría victoriosos de cualquier ataque. Desde su punto de vista, el principal obstáculo para una victoria decisiva contra los rebeldes era la capacidad irlandesa para eludir cualquier tentativa de batalla campal. Cuando sus tropas partieron de Armagh el día de la batalla, Bagenal esperaba que fueran capaces de soportar los ataques y hostigamientos que tendrían que enfrentar. De todos modos, para evitar en lo posibles este tipo de acciones, las tropas inglesas no siguieron el camino principal, sino que decidieron emplear otra ruta y cruzar zonas campo a través.
Bagenal, hijo de un colono inglés de Newry, había sido nombrado comandante en jefe (mariscal) del Ulster una década antes, (en 1587, como teniente de su padre), y durante esos años había adquirido experiencia en su lucha contra clanes como los Maguire y otros "traidores" antes de la rebelión de Hugh O'Neill, y conocía bien el condado de Armagh. En este caso marchaba al frente de 3.500 hombres soldados de infantería, de los cuales, más de la mitad eran irlandeses, aunque también se incluía un contingente de soldados recién llegados desde Inglaterra y un grupo de soldados ingleses con experiencia en la lucha en el Ulster. El armamento inglés era el empleado en la época, con picas y mosquetes. La formación habitual de marcha por territorios hostiles consistía en colocar a los mosqueteros en las columnas externas, para que pudieran disparar y a los piqueros en las columnas internas, desde donde podrían proteger a los mosqueteros en el caso de carga contra el grupo. Bagenal disponía también de 350 soldados de caballería y varias piezas de artillería. 
Las tropas de O'Neill portaban su armamento tradicional de espadas, hachas y jabalinas, pero también picas y mosquetes, sobre todo arcabuces, más ligeros y transportables que los mosquetes estándar. O'Neill contaba también con el consejo de varios expertos militares ingleses y españoles, que habían entrenado a sus tropas en el manejo de las modernas armas de fuego. Muchos jinetes irlandeses lucía sus lanzas al hombro, bien para arrojarlas al enemigo o clavárselas a la manera tradicional.

## La batalla
Las fuerzas inglesas estaban divididas en seis regimientos -dos en vanguardia, dos en el centro y dos en retaguardia- con la caballería en el centro de la marcha. En cuanto abandonaron su cuartel en Armagh, empezaron a ser castigados con fuego de mosquete y jabalinas arrojadas desde los bosques que rodeaban el camino. Como consecuencia de ello, los regimientos se separaron unos de otros para responder a los ataques rebeldes. La situación se complicó aún más cuando uno de los carros que transportaba una pieza de artillería quedó atascado en el bog con daños en una rueda y uno de los regimientos de retaguardia tuvo que rezagarse para defenderlo mientras intentaban desplazarlo por el bog. El grupo de cabeza se encontró de pronto con una trinchera de una milla de largo, cuatro pies de ancho y cinco de profundidad. Este regimiento consiguió atravesar la trinchera, pero justo a la salida sufrieron un fuerte ataque que les obligó a retroceder, sufriendo graves pérdidas en la retirada. Durante su desbandada se unieron a las filas del regimiento que marchaba justo detrás de ellos e intentaron recomponer un grupo más compacto y menos disperso para hacer frente a los irlandeses.
En este punto, Bagenal, que marchaba en estos grupos de cabeza recibió un disparo en la cabeza y falleció. Sir Thomas Maria Wingfield se puso al mando de las tropas inglesas y trató de animar a las desmoralizadas tropas inglesas, pero justo en ese momento se produjo la explosión de los suministros de pólvora ingleses, aparentemente debido a la chispa desprendida de un mosquete. El caos cundió entre las filas y Wingfield decidió retroceder hacia Armagh; sin embargo, el comandante de vanguardia, Evans, o bien no tuvo conocimiento de la decisión, o bien prefirió desobedecerla, o simplemente no pudo ejecutar las órdenes y decidió mantener su posición.
O'Neill, viendo la confusión y el desorden reinante entre las filas enemigas ordenó a su caballería cargar contra este primer grupo, seguida de su infantería. Las fuerzas de la corona situadas en esa zona (en el "yellow ford" -vado amarillo- que dio nombre a la batalla) fueron totalmente destrozadas, y los heridos que quedaron en el campo, rematados por los irlandeses. El resto del ejército inglés consiguió llegar a Armagh pese al continuo acoso de los irlandeses.
Aproximadamente, 900 soldados ingleses perecieron en la batalla, incluyendo 18 capitanes y oficiales. Varios cientos de soldados se pasaron a los rebeldes y muchos otros regresaron a sus hogares, o se perdieron entre las colinas de Armagh. De los 4.000 soldados que habían partido de Armagh, sólo 2.000 consiguieron regresar tras la batalla. Aquellos que alcanzaron la población, quedaron virtualmente prisioneros dentro, rodeados por las fuerzas de O'Neill. La caballería inglesa consiguió huir y marchó hacia el sur escapando de los irlandeses.
Tras tres días de negociación, las tropas de la corona pudieron partir de Armagh, dejando sus armas y municiones en manos irlandesas y fueron evacuados por mar desde Newry con dirección Dublín. Entre las tropas de O'Neill se estima que las bajas fueron de 200 o 300 hombres, aunque las fuentes son muy escasas. Viendo el resultado final de la batalla, la corte de Londres tomó conciencia de la gravedad de la situación y procedió a incrementar rápidamente su presencia militar en Irlanda; del mismo modo, muchos irlandeses que habían permanecido expectantes, se unieron a la rebelión tras la victoria. En última instancia, la batalla de Yellow Ford propició el aumento de las tensión bélica.